# Рух опору в Україні: 1960—1990
«Рух опору в Україні: 1960–1990» — енциклопедичний довідник, що вийшов друком у 2010 в Києві у видавництві «Смолоскип» накладом 2000 примірників. Головний редактор Осип Зінкевич.
В 2012 у видавництві «Смолоскип» вийшло друге видання довідника.

## Вихідні дані
Рух опору в Україні: 1960–1990. Енциклопедичний довідник / Передмова Осипа Зінкевича, Олеся Обертаса. — Київ: Смолоскип, 2010. 804 сторінки + 54 сторінки фотоілюстрацій ISBN 978-966-2164-14-5
Рух опору в Україні: 1960–1990. Енциклопедичний довідник: 2-ге видання / Передмова Осипа Зінкевича, Олеся Обертаса. — Київ: Смолоскип, 2012. — 896 сторінок + 64 сторінки ілюстрацій.

## Анотація
Видання присвячене подіям, які почали розгортатися в Україні на початку 1960-х і завершилися здобуттям незалежності в 1991. Видання охоплює проблематику національних і людських прав. У ньому окреслено феномен шістдесятництва, вітчизняного самвидаву, зародження дисидентського (правозахисного) руху.
Довідник містить
- біографічні дані окремих діячів та інформацію про їхні твори,
- дані про неформальну пресу і правозахисні різномовні видання,
- детальну бібліографію
  - творчості учасників руху опору, політв'язнів і репресованих,
  - спогадів і статей,
  - відгуків іноземної преси.
- інформацію про діяльність підпільних груп в Україні, а також організацій і комітетів на захист українських політв'язнів у Західних країнах.
- інформацію про репресії радянської влади.
- інформацію про діяльність української діаспори, а також тих різнонаціональних діячів, які виступали на захист представників українського правозахисного руху, співпрацювали з ними й передавали український самвидав на Захід.

Значна частина джерел, на які спиралися автори, є важкодоступною для сучасного дослідника, адже охоплено і вітчизняні, й діаспорні, й західні джерела, а також досі непубліковані тексти й фотографії, надані особисто людьми, які брали участь у Русі опору по обидва боки океану.
Довідник адресований дослідникам, викладачам, студентам, широкому колу читачів, які цікавляться новітньою історією боротьби українського народу за Незалежність.

## Автори
Видання є спільною працею колективу авторів на чолі з Осипом Зінкевичем, які були причетні до правозахисного руху в Україні та займалися його вивченням, досліджуючи архівні матеріали, які зберігаються в Музеї-архіві і документаційному центрі українського самвидаву при видавництві «Смолоскип» у Києві.
Це, зокрема: Григорій Панчук, Олена Голуб, Олесь Обертас, Михайло Трущенков.
До консультативної комісії погодилися увійти українські діаспорні історики, політологи та літературознавці (Я. Білінський, Б. Боцюрків, А. Жуковський, Г. Костюк, Ю. Луцький, Ю. Шевельов), написати статті погодилися колишні радянські політв'язні, що опинилися на Заході (Н. Світлична, Н. Строката, Л. Плющ, К. Любарський), та чимало дослідників з молодшої генерації.
Редактором і автором біо-бібліографічних статей став Григорій Панчук. Матеріалами, інформацією та порадами допомагали: Євген Сверстюк, Василь Овсієнко, Михайлина Коцюбинська, Микола Плахотнюк, Юрій Зайцев, Анатолій Русначенко; в США й Канаді — Оксана Соколик, Христина Ісаїв, Андрій Семотюк, Марія Зарицька, Уляна Мазуркевич, Христина Сеник.

## Головний редактор
Осип Зінкевич — голова правління українського незалежного видавництва «Смолоскип» (створене у Балтиморі, 1960; з 1991 перенесене до Києва). Організатор і перший голова Музею-архіву українського самвидаву в Україні (1998). Член Вашингтонського Комітету Гельсінкських Ґарантій для України. Нагороджений орденом «За заслуги» ІІІ ступеня, орденом князя Ярослава Мудрого V ступеня.

## Видавництво
Видавництво «Смолоскип» свого часу опублікувало впорядковані Осипом Зінкевичем збірники документів і матеріалів УГГ:
- «Український правозахисний рух. Документи й матеріяли Української Громадської Групи Сприяння виконанню Гельсінкських Угод» (1978);
- «Інформаційні бюлетені Української громадської групи сприяння виконанню Гельсінкських угод» (1981);
- «Українська Гельсінкська Група. 1978 — 1982. Документи і матеріяли» (1983),

а також, разом з Лесею Вербою (Дарія Стець) і Богданом Ясенем (Юрій Саєвич) збірку документів УГГ англійською мовою «The Human Rights Movement in Ukraine: Documents of the Ukrainian Helsinki Group, 1976–1980» та інше.